# Пальмшерна, Эрик Куле
Барон Эрик Куле Пальмшерна (швед. Erik Palmstierna; 10 ноября 1877, Стокгольм, Швеция — 22 ноября 1959, Флоренция, Италия) — шведский государственный деятель, политик, дипломат, министр иностранных дел Швеции (10 марта 1920 — 27 октября 1920), министр военно-морского флота Швеции (19 октября 1917 — 10 марта 1920).

## Биография
Родился в семье дипломата Карла Фредрика Пальмшерна. Офицер ВМФ Швеции. В 1906 году в звании капитана ушёл в запас. До 1911 года состоял членом Либеральной партии, затем в 1912 г. перешёл в Социал-демократическую рабочую партию Швеции. Известен, несмотря на своё дворянское происхождение, как «Красный барон».
С 1909 по 1920 год — депутат шведского Риксдага. Был членом Налоговой комиссии с 1912 по 1917 год. Активно занимался социальными вопросами, выступал, в пользу постоянного нейтралитета Швеции.
С 19 октября 1917 по 10 марта 1920 года занимал пост министра военно-морского флота Швеции в правительстве Нильса Эдена.
Затем в 1920—1921 годах возглавлял МИД Швеции. Выступал за военное вмешательство Швеции, в решении вопроса о переходе Аландских островов от Финляндии к его стране.
В 1920—1937 годах работал послом Швеции в Великобритании.
Его супруга Эбба Пальмшерна была суфражисткой и активисткой за права женщин в целом.

## Награды
- Королевский Викторианский орден
- Орден «Святой Александр»
- Олимпийская памятная медаль короля Густава V